# Resolució 1657 del Consell de Seguretat de les Nacions Unides
La Resolució 1657 del Consell de Seguretat de les Nacions Unides fou adoptada per unanimitat el 6 de febrer de 2006. Després de recordar les resolucions anteriors sobre la situació a Costa d'Ivori, incloses les resolucions 1609 (2005), 1626 (2005) i 1652 (2005), el Consell va autoritzar un redistribució temporal de tropes de la Missió de les Nacions Unides a Libèria (UNMIL) a l'Operació de les Nacions Unides a Costa d'Ivori (UNOCI).

## Resolució

### Observacions
El Consell de Seguretat estava molt preocupat per la crisi política en curs a Costa d'Ivori i els obstacles per al procés de pau de tots els costats. Va assenyalar que el mandat de la UNMIL havia de caducar el 31 de març de 2006 i que la situació a Costa d'Ivori continuava representant una amenaça per a la pau i la seguretat internacionals.

### Actes
Sota els poders del Capítol VII de la Carta de les Nacions Unides, el Consell va autoritzar una redistribució temporal d'una companyia d'infanteria de la UNMIL a la UNOCI fins al 31 de març de 2006 per proporcionar més seguretat i fer tasques realitzades per la UNOCI. La mesura es renovaria en un termini de 30 dies si fos necessari, i els membres del Consell mantindrien redistribucions addicionals sota revisió.